# V4743 Sagittarii

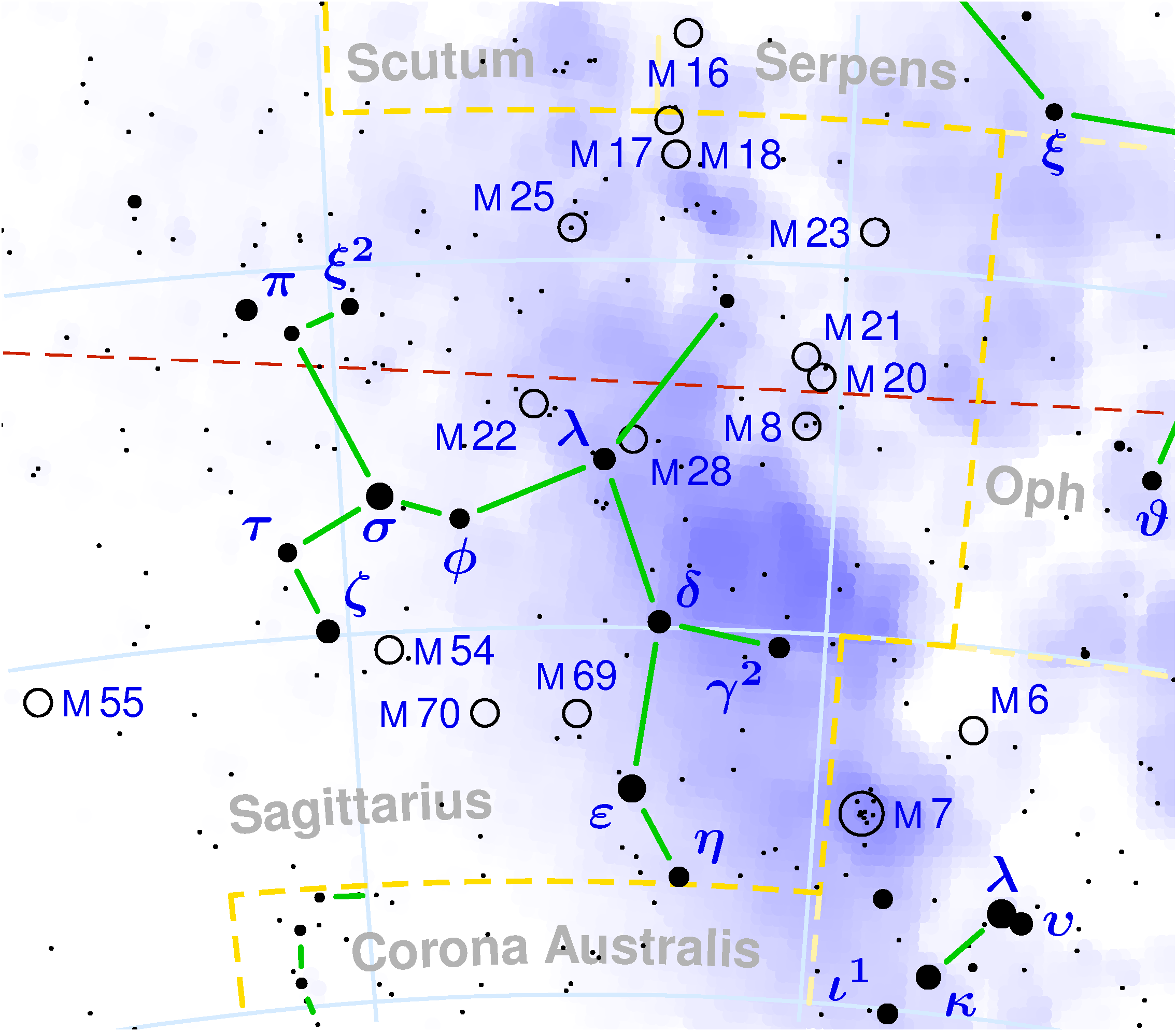
Sternbild Schütze

V4743 Sagittarii (auch V4743 Sgr) war eine Nova im Sternbild Schütze, die im September 2002 eine Helligkeit von 5,0m erreichte.

## Koordinaten
- Rektaszension: 19h 01m 09s.33
- Deklination: −22° 00' 05".8